# Bihari Alexandra
Bihari Alexandra (Nyíregyháza, 1993. június 9. –) magyar zsoké.
Kilencévesen kezdett, és tizenegy éves kora óta lovagol versenyszerűen. Huszonnyolc futamgyőzelem tulajdonosa. 2012-ben második lett a női amatőr lovas-Európa-bajnokságon. 2014-ben a H. H. Sheikha Fatima női arablovas-világbajnokságsorozaton harmadik helyezést ért el. 2017-ben megnyerte Rómában a zsokéjelöltek számára rendezett arablovas-világbajnokságot. 2018-ban a legjobb zsokéjelöltnek választották.

## Győzelmek
A táblázat oszlop szinten rendezhető!
| Szám | Év | Győztes ló | Nemzetiség | Lovas | Idomár | Tulajdonos | Idő |
| ---- | -- | ---------- | ---------- | ----- | ------ | ---------- | --- |